# Malwa
|  | Per a altres significats, vegeu «Malwa (desambiguació)». |

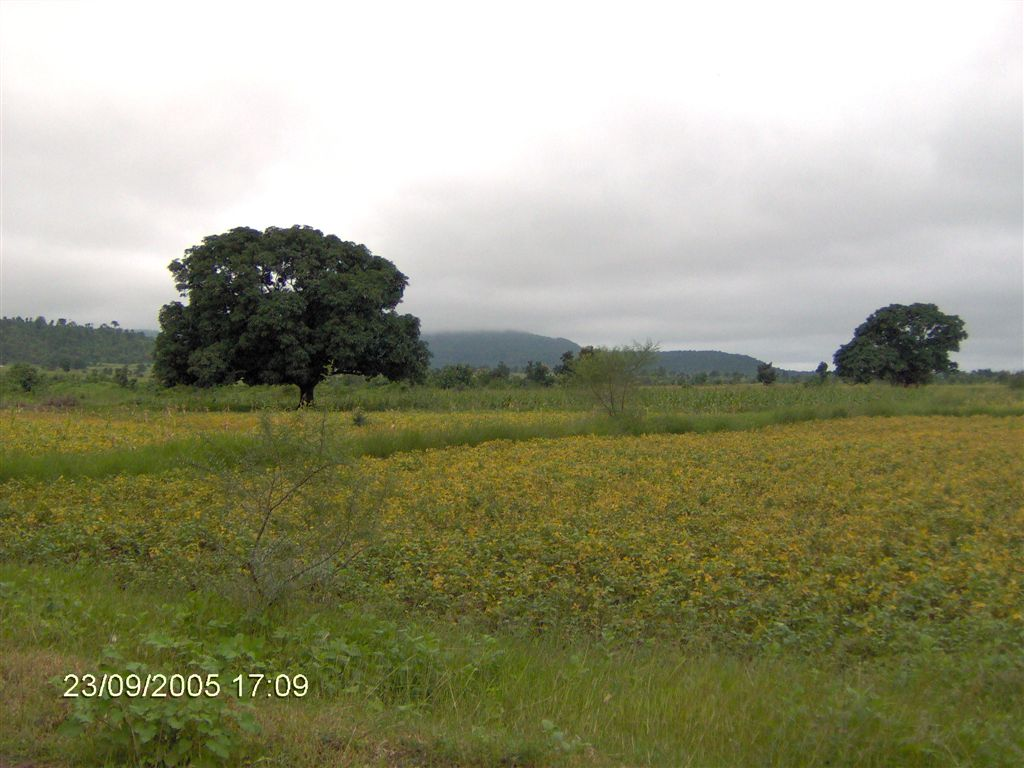
Aspecte de l'altiplà de Malwa

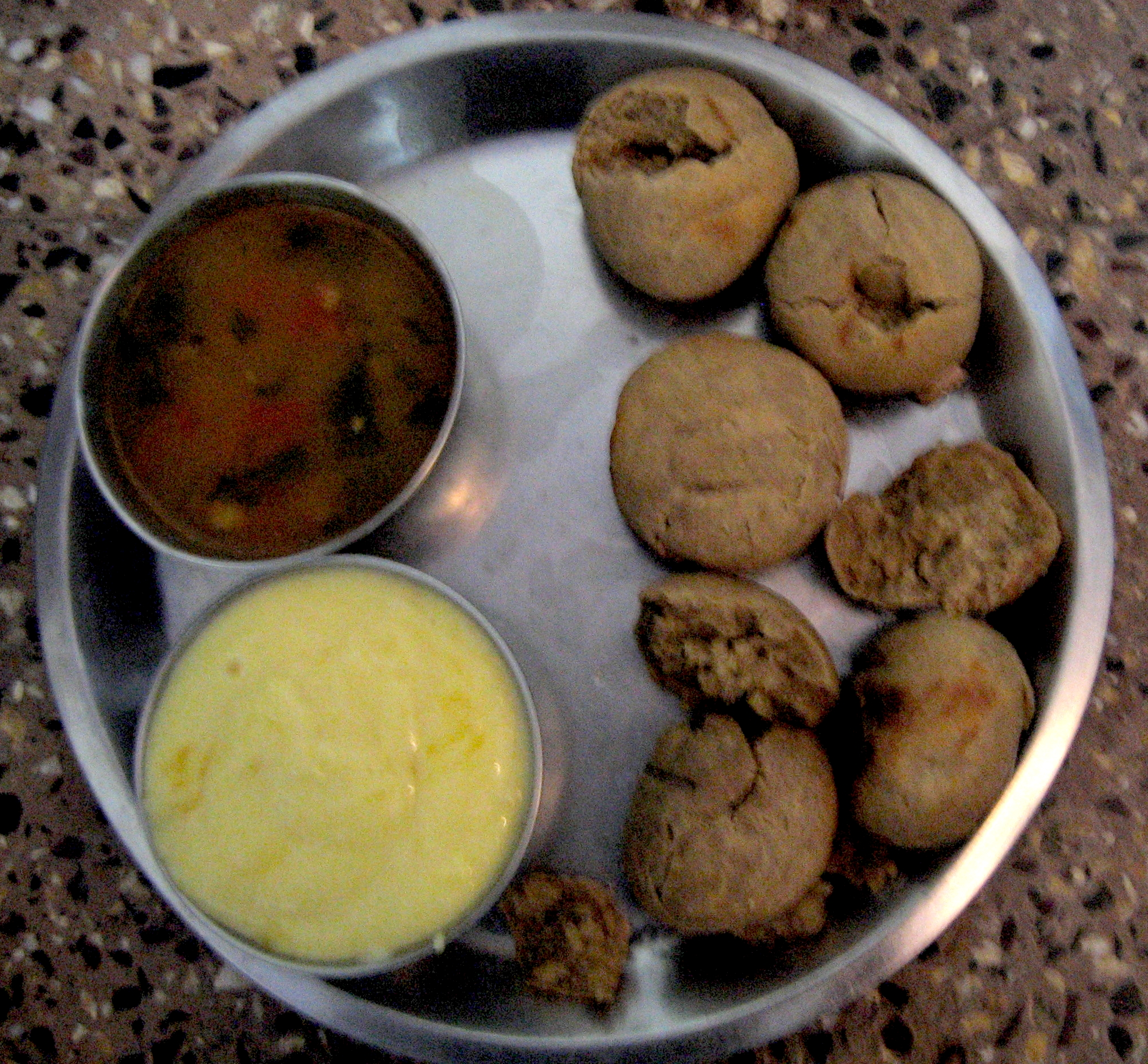
Baati, àpat típic de la zona de Malwa

Malwa és una antiga regió de l'Índia bàsicament formada per les terres de l'altiplà de Malwa amb 19.788 km² a Madhya Pradesh, amb capitals tradicionals a Ujjain i Indore.

## Malwa al llarg del temps
El nom es va aplicar en diferents períodes a territoris no iguals però sempre centrats a l'altiplà. Els hindus consideren Malwa només la zona de l'altiplà fins a les muntanyes Vindhya al sud, a l'est amb les muntanyes que van entre Bhopal i Chanderi, a l'oest per les muntanyes entre Amjhera i Chitor (a Rajasthan), i al nord la serralada de Mukandwara (que s'estén entre Chitor i Chanderi). Sota domini mogol la suba de Malwa incloïa el districte de Nimar al sud entre els Vindhya i els Satpura, el Mewar (Udaipur) i Haraothi al nord (al modern Rajasthan) i cap al sud-est de Madhya Pradesh, fins a Garha Mandla. Sota domini maratha la ciutat principal, Ujjain, junt amb les ziles de Shajapur, Mandasor i Amjhera zilas, van formar el prant o divisió de Malwa dins l'estat de Gwalior.
Tradicionalment ha estat dividida en sis parts: 
- Kauntel, amb centre a Mandasor
- Bagar, amb centre a Banswara i Ratlam
- Rath, amb centre a Jhabua i Jobat
- Sondwara, país dels sòndia amb centre a Mehidpur
- Umatwara, país dels rajputs umats (Rajgarh i Narsingarh)
- Khichiwara, país dels rajputs chauhans khichi amb centre a Raghugarh

## Història

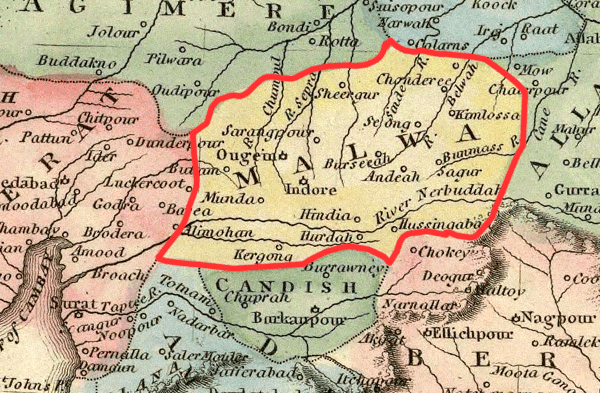
Límits de l'estat de Malwa el 1823

El nom original fou Malava, nom d'una tribu esmentada al Mahabharata i Ramayana. El país dels malaves, Malavadesa, no és esmentat fins al segle ii aC i es refereix a un lloc que no té res a veure amb Malwa. Segons els llibres budistes Avantidesa (regió d'Ujjain) fou un dels 16 poders de l'Índia en temps de Buda. Els mauryes van tenir a la moderna Malwa com a província occidental i Asoka en fou governador en vida del seu pare amb seu a Ujjain; més tard hi va erigir una stupa a Sanchi.
A l'era cristiana els sàtrapes occidentals es van estendre a la moderna Malwa; el rei Chashtana és esmentat per Claudi Ptolemeu (segle II) com a Tiastenos rei d'Ozene (Ujjain); altres reis khsatrapes el van seguir incloent el famós Rudradaman, que va engrandir els seus dominis i dels que inscripcions a Junagarh a Kathiawar (meitat del segle II) diuen que posseïa Akara i Avanti, és a dir Malwa occidental i oriental, amb capital a Ujjain, mentre altres províncies estaven sota virreis.
Després van venir els guptes de Magadha. Samudragupta (326-375) en la seva inscripció d'Allahabad esmenta als malaves com a tribu de frontera. El seu successor Chandragupta II (375-413) es va estendre a l'est i va expulsar els khsatrapes, annexionant Malwa vers el 390, com indiquen les inscripcions de Sanchi i Udayagiri. Al segle següent l'imperi gupta es va enfonsar i encara que alguns membres de la família van conservar alguns territoris la major part dels seus dominis van anar a mans dels huna (huns blancs) sota Toramana i el seu fill Mihirakula. Segurament els huna (huns) van entrar a l'Índia al final del segle v i van ocupar el Panjab seguint cap al sud; Skanda Gupta els va poder mantenir a ratlla però a la seva mort el rei Toramana va ocupar la regió de Gwalior on s'ha trobat una inscripció del seu fill Mihirakula; van seguir més al sud i Toramana i el seu fill van ocupar Malwa que vers el 500 dominaven totalment però encara hi ha constància de reietons guptes com Budha Gupta el 484 i Bhanu Gupta el 510, que van ser els seus feudataris. Mort Toramana vers el 510, Mihirakula el va succeir però el seu govern opressiu va causar una revolta i vers el 528 fou derrotat prop de Mandasor per una combinació de prínceps natius dirigits per Nara Sinha Gupta Baladitya de Magadha, i Yasodharman, que sembla que era príncep de Mandasor. Yasodharman va erigir dos pilars a Mandasor recordant la victòria i sembla que llavors va esdevenir el principal dels sobirans de Malwa.
El nom Malwa sembla que no fou donat a la moderna regió almenys fins al segle IV o més tard, ja que no s'esmenta al Brihat Sanhita, escrit al segle vi, que anomena al territori com Avanti i els seus habitants com a Avantikas o Ujjayantikas. Avanti (Ujjain) era la capital i el país anava entre els Vindhya i Jhalrapatan a Rajputana al nord, el Chambal a l'oest i el Parbati a l'est, més ennlà del qual hi havia el país d'Akara o Malwa oriental amb capital a Vidisha, moderna Bhilsa. Una altra branca dels malaves hauria ocupat la comarca de Nagaur a Rajputana uns 70 km al nord de Kotah, on s'han trobat monedes datades a partir del segle iv. Els malaves se suposa que eren nòmades i dividits en tribus cadascuna amb un cap fins que van formar una confederació tribal; segurament van obrir una era en ús al nord del Narbada coneguda com a Vikrama Samvat, iniciada el 57 aC (fins al segle X la paraula Vikrama no fou utilitzada i s'anomenava era malava). Cap esdeveniment històric pot ser connectat amb aquest primer any (57 aC) o amb el nom Vikrama que no correspon a cap sobirà conegut. Les inscripcions que esmenten aquesta era són al Rajasthan i la primera que és a Malwa és del 436.
Al segle VII el famós reis Harsa o Harshavardhana de Kanauj (606-648) va dominar Malwa. En aquest segle Malwa i Ujjain apareixen com a principats separats segons el viatger xinès Hiuen Tsiang, que situa Malwa a l'oest d'Ujjain, probablement cap al Gujarat. No se sap realment si els malaves van arribar mai a establir-se a Malwa però des de la segona meitat del segle VII es creu que van adquirir independència i per la seva importància haurien donat nom a la regió. Sembla que els malaves s'haurien hinduitzat progressivament potser pel contacte amb els bramans d'Ujjain i com que eren guerrers i potencials aliats foren elevats al rang de kshattriyes i finalment absorbits dins el grup dels rajputs.
Al segle X els noms del clans rajputs comencen a aparèixer i Malwa va quedar en poder dels rajputs parmars o paramares (vers 800-1200), una secció del grup Agnikula que va establir la seva capital a Ujjain i més tard a Dhar. El seu poder fou tan gran que es deia "El món és dels paramares". Es coneixen almenys 19 reis paramares entre el segle X i el XIII alguns dels quals famosos pel seu patronatge de la literatura; el principal fou Raja Bhoja (1010-1053) que fou un gran erudit i un gran guerrer; finalment fou enderrocat per chalukyes d'Anhilvada i kalachuris de Trupuri i el poder paramara va començar a declinar, sent els seus reis posteriors poc més que petits prínceps locals.
El 1235 Iltutmish va conquerir Ujjain i va dmeolir el temple de Mahakal; després va saquejar Bhilsa amb el que va destruir les dues principals ciutats de Malwa. En endavant el territori fou tingut quasi sempre en feu o com a govern per oficials musulmans. La dinastia gúrida de Malwa la va fundar Hasan Ghuri, amb el nom de Dilwar Khan, nomenat vers 1390 governador tughlúquida de Malwa amb seu a Dhar, i independent de facto el [1393], però que va romandre lleial fins i tot després de l'expedició de Tamerlà el 1398, i no es va proclamar independent fins al 1401.
El va succeir el seu fill Alp Khan amb el nom d'Hushang Shah el 1405, el sobirà principal del sultanat fundador d'Hoshangabad que va convertir en capital. Muhammad Ghazi Khan, fill menor d'Hushang Shah, va quedar sota regència de Mahmud Khalji; assassinat al cap de quatre anys, i després d'un efímer regnat de Masud Khan, Mahmud es va proclamar sultà (Mahmud Shah) el 1436 i va fundar la dinastia khalji que va substituir a la gúrida.
Mahmud va estendre els dominis de l'estat en totes direccions ocupant entre altres llocs Ajmer i Ranthambor a Rajputana i Ellichpur al Dècan; el 1440, convidat per alguns nobles, va avançar fins a Delhi, però fou rebutjat per Bahlul Shah Lodi; va atacar el mateix any a Rana Khumba de Chitor i les dues parts van reclamar victòpria; rana Khumba va erigir la famosa torre de la victòria que encara es conserva. El seu fill Ghiyat al-Din Shah que el va succeir el 1469 va abdicar el poder en el seu fill Nasir al-Din o Nasr Shah i es va retirar al seu harem. Nasr Shah fou famós per la seva crueltat; es diu que va enverinar al seu pare (més d'un segle després l'emperador Jahangir es va mostrar tan indignat quan va visitar Mandu el 1616 que va fer desenterrar els ossos de Nasr i tirar-los al Narbada). Va morir el 1511 ofegat en un tanc d'aigua al palau de Kaliadeh prop d'Ujjain, al que havia caigut quan anava begut; ningú es va voler tirar a salvar-lo; el seu successor Mahmud II considerava que l'espasa era la manera de governar però no li va funcionar; davant l'hostilitat popular va nomenar ministre al rajput Medini Rai però el 1517, amoïnat pel creixent poder d'aquest, va demanar ajut a Sultan Muzaffar de Gujarat per expulsar a Medini del poder; una mica després en lluita contra Medini Rai i el seu aliat Rana Sanga de Chitor, el sultà va caure presoner però fou magnànimament alliberat el que no li va impedir atacar al successor del rana pocs anys després però aquesta vegada fou fet presoner per les forces de l'aliat del rana, Bahadur Shah de Gujarat i executat quan intentava escapar.
Així el 1531 Malwa fou annexionada a Gujarat i anomenada sovint província de Mandu per la fortalesa d'aquest nom (amb la tomba d'Hushang Shah); el 1535 va gaudir altra vegada d'un breu període d'independència sota Kadir Shah, instal·lat per Humayun que va derrotar els gujaratis a Mandasor i Mandu; però fou conquerida el 1542 pels Suris de Delhi que acabaven d'enderrocar als mogols i confiada en feu al seu lloctinent Shujaat Khan, anomenat localment Shujawal Khan, fundador de Shujalpur; a la seva mort el 1555 el va succeir el seu fill Baz Bahadur, famós pel seu talent musical i pel seu amor per Rupmati de Sarangpur. El 1562 es va haver de sotmetre a Akbar i Malwa va esdevenir una suba (província) de l'imperi mogol fins al segle xviii.
La suba de Malwa és esmentada a l'Ain-i-Akbari i sembla que va variar en extensió al llarg del temps. El 1594 tenia dotze sarkars (cercles o districtes) però el 1665 només en tenia nou. Estava a la ruta entre Delhi i el Dècan, la qual passava per Dholpur, Gwalior, Narwar, Sironj i Hindia. Entre els nombrosos governadors de Malwa en aquest temps cal destacar al príncep Murad (1591) i al primer Nizam al-Mulk (1719). El maharajà Sawai Jai Singh de Jaipur fou governador de Malwa el 1734. El 1743 el peshwa maratha va obtenir el govern de Malwa de l'emperador i progressivament tot el territori va quedar dominat pels generals marathes (Sindhia després de Gwalior, Holkar després d'Indore, i els ponwars de Dhar i Dewas).
Els britànics van establir el seu poder el 1818 al final de la darrera guerra maratha.
El 1857 hi va haver revoltes a Indore, Mhow, Nimach, Agar, Mehidpur i Sehore. Una gran fam va afectar el territori el 1899-1900 agreujada perquè la gent fugia de Rajputana on també hi havia una gran fam. El 1902 una plaga va afectar la regió.
L'agència de Malwa va formar el 1948 la província i estat de Madhya Bharat que el 1956 va ser ampliat i batejat com Madhya Pradesh. Modernament es considera part de la regió de Malwa als districtes de Dewas, Dhar, Indore, Jhabua, Mandsaur, Neemuch, Rajgarh, Ratlam, Shajapur, Ujjain, i parts dels de Guna i Sehore, a Madhya Pradesh, i els de Jhalawar i parts dels de Banswara i Chittorgarh al Rajasthan. A vegades es considera també dins a Malwa la regió de Nimar al sud de les muntanyes Vindhya.

## Llista de sobirans de Malwa
- Sàtrapes 
  - Nahapana (119-124)
  - Chastana (vers 125)
  - Rudradaman I (vers 130-150)
  - Damajadasri I (170-175)
  - Jivadaman (vers 175)
  - Rudrasimha I (175-188)
  - Isvaradatta (188-191)
  - Rudrasimha I (segoina vegada) (191-197)
  - Jivadaman (segona vegada) (197-199)
  - Rudrasena I (200-222)
  - Damasena (222-232)
  - Samghadaman (227?)
  - Damajadasri II (232-239)
  - Viradaman (234-238)
  - Yasodaman I (239)
  - Vijayasena (239-250)
  - Damajadasri III (251-255)
  - Rudrasena II (255-277)
  - Visvasimha (277-282)
  - Bhartridaman (282-295)
  - Visvasena (293-304)
  - Rudrasimha II (304-348)
  - Yasodaman II (317-332)
  - Rudradaman II (332-348)
  - Rudrasena III (348-380)
  - Simhasena (380- ?)
- Guptes
  - Feudataris khsatrapes 
    - Rudrasena IV (382-388)
    - Rudrasimha III (388-395)

  - Domini directe dels guptes (395-500)
    - Chandragupta II
    - Kumaragupta I
    - Skandagupta
    - Purugupta
    - Kumaragupta II

  - Huna
    - Feudataris guptes
      - Buddhagupta
      - Narasimhagupta Baladitya
      - Kumaragupta III
      - Vishnugupta
      - Vainyagupta
      - Bhanugupta

  - Reis hunes 
    - Toramana vers 480-510
    - Mihirakula 510-528

  - Mandasor 
    - Yasodharman 528-?
    - Successors ?

  - Harsa
    - Prabhakaravardhana vers 580-605
    - Rajyavardhana II vers 605-606
    - Harshavardhana vers 06-647
    - Harsa o Harshavardhana de Kanauj (606-648)

  - Gurjara Pratihara
  - Nag Bhatta I (750?-780)
  - Vatsraj (780-800)
  - ParamBhattarak Parmeshwar Nag Bhatta II (800-833)
- Paramares
  - Upendra (vers 800-818)
  - Vairisimha I (vers 818-843)
  - Siyaka I (vers 843- 893)
  - Vakpati (vers 893-918)
  - Vairisimha II (vers 918-948)
  - Siyaka II (vers 948-974)
  - Vakpatiraja (vers 974-995)
  - Sindhuraja (vers 995-1010)
  - Bhoja I (vers 1010-1055)
  - Jayasimha I (vers 1055-1060)
  - Udayaditya (vers 1060-1087)
  - Lakshmanadeva (vers 1087-1097)
  - Naravarman (vers 1097-1134)
  - Yasovarman (vers 1134-1142)
  - Jayavarman I (vers 1142- 1160)
  - Vindhyavarman (vers 1160- 1193)
  - Subhatavarman (vers 1193- 1210)
  - Arjunavarman I (vers 1210-1218)
  - Devapala (vers 1218- 1239)
  - Jaitugideva (vers 1239-1256)
  - Jayavarman II (vers 1256-1269)
  - Jayasimha II (vers 1269- 1274)
  - Arjunavarman II (vers 1274-1283)
  - Bhoja II (vers 1283- ?)
  - Mahlakadeva (? -vers 1305)
- Al Sultanat de Delhi
- Al Sultanat de Malwa
- Imperi Mogol
  - Subadars de Malwa 1562-1743
    - Marathes (Vegeu: Sindhia, Holkar i Dhar)
- Companyia Britànica de les Índies Orientals (1818-1858) i Imperi de l'Índia Britànica (1858-1947)
  - Agència de Malwa Occidental, Agència de l'Índia Central, Agència de Malwa.